# Leucopogon elegans
Leucopogon elegans är en ljungväxtart. Leucopogon elegans ingår i släktet Leucopogon och familjen ljungväxter.

## Underarter
Arten delas in i följande underarter:
- L. e. elegans
- L. e. psorophyllus